# Eduardo Galeano

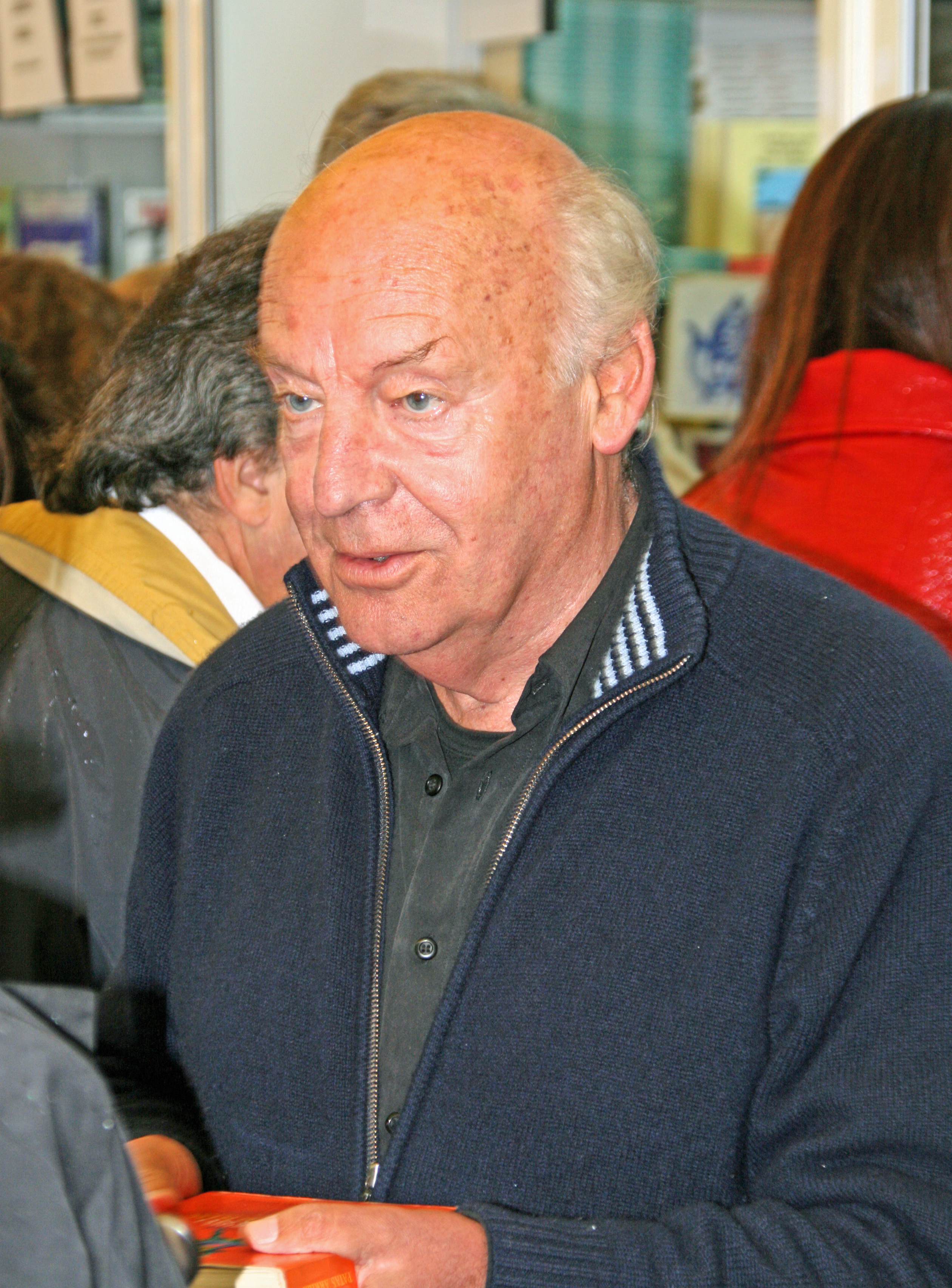
Eduardo Galeano auf der Feria del Libro in Madrid, 2008

Eduardo Hughes Galeano (* 3. September 1940 in Montevideo, Uruguay; † 13. April 2015 ebenda) war ein uruguayischer Journalist, Essayist und Schriftsteller.

## Leben
Mit 20 Jahren wurde Galeano stellvertretender Chefredakteur der Marcha, einer Zeitschrift für Kultur und Politik in Montevideo. Später war er leitend bei mehreren linksgerichteten Zeitschriften tätig. 1973 wurde er verhaftet und musste nach Argentinien emigrieren, wo er Chefredakteur der Zeitschrift Crisis wurde. Als auch dort die Militärs die Macht ergriffen, ging er 1976 ins spanische Exil, wo er 1984 die Trilogie Memoria del fuego veröffentlichte. Hier blieb er bis zum Ende der zivil-militärischen Diktatur in Uruguay 1985.
1971 erschien die erste Fassung seines Werkes Las venas abiertas de América Latina (dt. Die offenen Adern Lateinamerikas), das sich mit der Geschichte Lateinamerikas, insbesondere den Kolonialherrschaften alter und neuerer Prägung auseinandersetzt und in Uruguay, Argentinien und Chile während der Zeit der Militärdiktaturen verboten war. Seit Beginn des Aufstands von Chiapas verband ihn ein sympathisierender Austausch mit der EZLN, deren Anhänger sich vielfach auf sein Opus magnum beriefen.
Galeano galt als einer der literarischen Wortführer der Dependenztheorie. Er selbst verstand sich allerdings nie als Vertreter einer Theorie, sondern als „Dichter jener da unten“, der „einfachen Leute“, der die Geschichte aus der Warte ihrer Opfer erzählte. In Anerkennung dafür wurde ihm 2010 der Stig-Dagerman-Preis verliehen. Galeano war Ehrendoktor der Universidad Mayor de San Andrés in La Paz, der Universität von Havanna und der Universität von Neuquén (Argentinien).
Er starb am 13. April 2015 im Alter von 74 Jahren in seiner Heimatstadt Montevideo an den Folgen einer Erkrankung an Lungenkrebs.

## Bedeutung und Würdigung
„Heute verabschieden wir uns von einem berühmten Landsmann, einem Intellektuellen von enormem Format, der sich über mehrere Jahrzehnte zum autodidaktischen Denker, zu einem wirklichen Nonkonformisten, zum Grenzgänger zwischen Geschichte und Poesie entwickelt hat.“ José Mujica, Präsident der Republik Uruguay, 2015
Der 2014 ermordete zapatistische Lehrer José Luis Solis wählte wegen Eduardo Galeano den Decknamen Galeano. Nach dessen Tod wählte der Sprecher der  EZLN, der zuvor als Subcomandante Insurgente Marcos aufgetreten war, das Pseudonym Subcomandante Insurgente Galeano, um José Luis Solis zu würdigen.

## Werke
- Die offenen Adern Lateinamerikas Die Geschichte eines Kontinents von der Entdeckung bis zur Gegenwart. Übersetzung Peter Hammer Verlag, Wuppertal 1972, ISBN 3-87294-046-5. (Viele weitere Auflagen, zuletzt 2016 mit der ISBN 978-3-7795-0278-4.)
- Der Ball ist rund und die Tore lauern überall. Peter Hammer Verlag, Wuppertal 1997, ISBN 3-293-20161-X.
- Die Füße nach oben. Peter Hammer Verlag, Wuppertal 2000, ISBN 3-87294-842-3.
- Erinnerung an das Feuer:
  - Bd. 1: Geburten. Peter Hammer Verlag, Wuppertal 1983, ISBN 3-87294-212-3.
  - Bd. 2: Gesichter und Masken. Peter Hammer Verlag, Wuppertal 1986, ISBN 3-87294-291-3.
  - Bd. 3: Das Jahrhundert des Sturms. Peter Hammer Verlag, Wuppertal 1988 ISBN 3-87294-361-8.
- Das Buch der Umarmungen. Deutsch von Erich Hackl. Peter Hammer Verlag, Wuppertal 1991, ISBN 3-293-20114-8.
- Zeit die spricht. Peter Hammer Verlag, Wuppertal 2005, ISBN 978-3-7795-0027-8.
- Die Welt. Deutsch von Erich Hackl. Peter Hammer Verlag, Wuppertal 2007.
- Fast eine Weltgeschichte. Peter Hammer Verlag, Wuppertal 2009.
- Historia de la resurección del papagayo.
  - deutsch: Geschichte von der Auferstehung des Papageis. Bajazzoverlag, Zürich 2010, ISBN 978-3-905871-12-8.
- Kinder der Tage. Deutsch von Lutz Kliche. Peter Hammer Verlag, Wuppertal 2013, ISBN 978-3-7795-0435-1.

### Kurzgeschichten
- El cumpleaños – Der Geburtstag
- Cortés